# Earle (Arkansas)
Earle is een plaats (city) in de Amerikaanse staat Arkansas, en valt bestuurlijk gezien onder Crittenden County.

## Demografie
Bij de volkstelling in 2000 werd het aantal inwoners vastgesteld op 3036.
In 2006 is het aantal inwoners door het United States Census Bureau geschat op 2859, een daling van 177 (-5,8%).

## Geografie
Volgens het United States Census Bureau beslaat de plaats een oppervlakte van
8,4 km², geheel bestaande uit land. Earle ligt op ongeveer 66 m boven zeeniveau.

## Geboren
- Moody Jones (1908-1988), zanger, gitarist

## Plaatsen in de nabije omgeving
De onderstaande figuur toont nabijgelegen plaatsen in een straal van 24 km rond Earle.